# ديفيد برادلي (لغوي)
ديفيد برادلي (بالإنجليزية: David Bradley)‏ هو لغوي بريطاني، ولد في 1947.